# Catholicisme libéral
 (mars 2023).
 (mars 2023).
Le catholicisme libéral est un courant interne à l'Église catholique qui souligne l'importance de la liberté intellectuelle, spirituelle et morale. Ce mouvement se développe au XIXe et dans la première moitié du XXe siècle, d'abord en Belgique, puis en France, en Italie, en Suisse et aux Pays-Bas.
Étant surtout de nature politique, le catholicisme libéral reste distinct de son équivalent théologique, le modernisme.

## Définition
Si le catholicisme libéral n'est pas totalement synonyme du catholicisme social ni de la démocratie chrétienne, ces trois courants, nés au sein de l'Église catholique, ont en commun la volonté de redéfinir la place du christianisme dans la société moderne. Ils ne remettent en question aucun des dogmes ni des principes enseignés par le catholicisme. Leur action ne se situe pas sur le terrain de la théologie et entend se limiter à l'organisation de la cité.
Au XIXe siècle, ce courant de pensée introduit en Europe une modernité de substance catholique et révolutionnaire, incarnée par le respect des principes de la laïcité. Largement représenté chez les clercs, il façonne le catholicisme et le rend sensible aux idées modernes de tolérance, de réduction de l'Église au droit commun, d'exaltation de « la liberté comme valeur première ». Les intégralistes déclarent immédiatement que ce tour d'esprit va à l'encontre de la vérité qui s'impose à la raison de tous, vers une relativisation des dogmes du catholicisme et finalement de tous ses fondements : rite et liturgie, histoire sainte, hiérarchie ecclésiale et doctrine sociale.
Les catholiques libéraux sont favorables à l'affirmation des libertés de conscience, de la presse et des associations, et à la séparation de l'Église et de l'État. En Italie, ce courant va de pair avec la volonté de réduire le rôle du pape à son pouvoir spirituel et, partant, d'en finir avec les États pontificaux.
Pour Arnaud de Lassus, le libéralisme catholique se définit comme étant « essentiellement une tendance, chez des catholiques sincères, à exalter la liberté comme valeur première avec les conséquences que cela entraîne pour les principes qui régissent la vie sociale, politique et religieuse : on en vient à vouloir concilier des inconciliables, les principes sur lesquels étaient fondés la France chrétienne et ceux qui découlent de la Révolution ».

## Histoire

### Phase préparatoire
Le créateur du libéralisme catholique est Félicité de La Mennais (1782-1854]). Parmi les figures de proue, on peut également citer Henri Lacordaire, Charles Forbes de Montalembert, le cardinal Engelbert Sterckx, Vincenzo Gioberti, Antonio Rosmini et Alessandro Manzoni.
Dans un premier temps, La Mennais défend l'ultramontanisme avec Louis de Bonald et Joseph de Maistre ; cette théorie prône une Église catholique forte, centralisée et dominée par le pape, seul garant de l'ordre social. C'est à La Mennais que l'on doit cette phrase : « Sans pape, point d'Église ; sans Église, point de christianisme ; sans christianisme, point de religion et point de société ». Il va jusqu'à préconiser une séparation totale de l'Église et de l'État, sans pour autant abandonner ses thèses ultramontaines. L'État, selon lui, doit être « indifférent en matière de religion »
Puis, converti au libéralisme, aux côtés de l'abbé Henri Lacordaire et de Charles de Montalembert, ses collaborateurs au quotidien L'Avenir, il énonce :

« Les prérogatives dont les catholiques croient l’Église surnaturellement investie, appartiennent naturellement à l'Humanité ; elle est la véritable Église, instituée de Dieu par l'acte même de la création, et toutes ces hautes prérogatives, ces divins attributs, forment dans leur ensemble ce qu'on a appelé la souveraineté du peuple ; à lui, sur toutes choses, le commandement suprême, la décision dernière, le jugement infaillible : vox populi, vox dei (voix du peuple, voix de Dieu) »

Ces principes sont condamnés par l'encyclique Mirari vos du pape Grégoire XVI du 15 août 1832. Déçu et refusant de se soumettre, Lamennais quitte l'Église catholique.

### Phase de développement
À l'opposition entre libéraux et ultramontains à partir de 1850, c'est-à-dire pour les 20 ans de la fondation du Royaume de Belgique, et au retentissement considérable du Congrès de Malines de 1863 pendant lequel Montalembert définit complètement le libéralisme catholique, essentiellement en faveur :
- d'une constitution et d'un régime parlementaire ;
- de la liberté de la presse et de la liberté d'expression ;
- du libéralisme en économie,

répondit le coup d'arrêt du pape Pie IX par l'encyclique Quanta Cura de 1864 comprenant le Syllabus, collection de propositions erronées condamnées par l'Église :
77. A notre époque, il n’est plus utile que la religion catholique soit considérée comme l’unique religion de l’État, à l’exclusion de tous les autres cultes [16].
78. Aussi c’est avec raison que, dans quelques pays catholiques, la loi a pourvu à ce que les étrangers qui s’y rendent y jouissent de l’exercice public de leurs cultes particuliers [12].
79. Il est faux que la liberté civile de tous les cultes, et que le plein pouvoir laissé à tous de manifester ouvertement et publiquement toutes leurs pensées et toutes leurs opinions, jettent plus facilement les peuples dans la corruption des mœurs et de l’esprit, et propagent la peste de l’Indifférentisme [18].

80. Le Pontife Romain peut et doit se réconcilier et transiger avec le progrès, le libéralisme et la civilisation moderne [24].
Plus tard, Léon XIII donnera une piqure de rappel dans l'encyclique Libertas Præstantissimum de 1888 :

« Il en est un grand nombre qui, à l'exemple de Lucifer… entendent par le nom de liberté ce qui n'est qu'une pure et absurde licence. Tels sont ceux qui appartiennent à cette école si répandue et si puissante et qui, empruntant leur nom au mot de liberté, veulent être appelés libéraux… Une pareille doctrine apporte le plus grand dommage tant à l'individu qu'à la société… dès que l'on répudie le pouvoir de Dieu sur l'homme et sur la société humaine… La multitude se laissera facilement aller à la sédition et aux troubles… »

Outre les papes, les pères Louis-Gaston Adrien de Ségur et Félix Sardá y Salvany ont fermement critiqué le libéralisme catholique.
En Suisse, les courants libéraux ont affronté les catholiques ultramontains (forts dans les cantons ruraux et conservateurs) contribuant à la guerre du Sonderbund, aux Pays-Bas, où l'on critiqua notamment le dogme de l'infaillibilité pontificale, et dans d'autres pays européens pour donner naissance à l'Église vieille-catholique, à l'Église catholique libérale et à d'autres Églises minoritaires. Le catholicisme libéral a ensuite trouvé un terrain propice aux États-Unis, où existait une longue tradition de protestantisme libéral.

## Postérité

### En politique
Mais ce courant prospéra et les députés catholiques-libéraux ouvrirent la voie à la Troisième République, l'un de leurs chefs, Albert de Broglie, déclara notamment : « au lieu de choisir entre les principes de 89 et les dogmes de la religion catholique, purifions les principes par les dogmes et faisons-les marcher de concert… ».
En confirmation de l'influence de ce courant,
- l'affaire du Ralliement de 1891-1892 avec le pape Léon XIII, par lequel il demande aux catholiques, le plus souvent royalistes, de s'investir dans les affaires de la République, contre le développement des socialistes et des radicaux.
- la loi de séparation des Églises et de l'État de 1905.
- Le Sillon de Marc Sangnier, lancé en 1894 et condamné par Pie X en 1910, se basant sur l'encyclique Rerum Novarum 1891, qui fonde la politique sociale de l'Église catholique :

« Le dernier siècle a détruit, sans rien leur substituer, les corporations anciennes qui étaient pour eux une protection. Les sentiments religieux du passé ont disparu des lois et des institutions publiques et ainsi, peu à peu, les travailleurs isolés et sans défense se sont vu, avec le temps, livrer à la merci de maîtres inhumains et à la cupidité d'une concurrence effrénée. Une usure dévorante est venue accroître encore le mal. Condamnée à plusieurs reprises par le jugement de l'Église, elle n'a cessé d'être pratiquée sous une autre forme par des hommes avides de gain et d'une insatiable cupidité. À tout cela, il faut ajouter la concentration entre les mains de quelques-uns de l'industrie et du commerce devenus le partage d'un petit nombre d'hommes opulents et de ploutocrates qui imposent ainsi un joug presque servile à l'infinie multitude des prolétaires. »

— Rerum Novarum, § 6
- la création de la démocratie-chrétienne et du MRP, etc. ; jusqu'à l'étonnante conversion au libéralisme catholique du théologien thomiste Jacques Maritain.

### Philosophes
Maurice Blondel (1861-1949) soutient dans sa thèse, L'Action (1893), l'idée de réintégrer le christianisme dans le champ de la pensée philosophique. Cela lui vaudra des déboires tant du côté de l'Université, anticléricale, qui mettra un certain temps à le nommer à un poste que du côté des théologiens qui l'accuseront de ne retenir du catholicisme qu'une vision acceptable pour ses contemporains. Quoique pris dans la crise moderniste, il ne fera l'objet d'aucune condamnation romaine. Sa thèse ne sera pas rééditée parce qu'il voulait en étendre le sujet et son œuvre sera décriée par la hiérarchie catholique jusqu'à Vatican II
Lucien Laberthonnière (1860-1932) prêtre oratorien et philosophe chrétien, est l'auteur de Essais de philosophie religieuse (1903) et de Le réalisme chrétien et l'idéalisme grec, ouvrages mis à l'Index en avril 1906. Le sujet était certainement trop proche de celui de la conférence L'Essence du christianisme qui valut à Adolf von Harnack la célébrité dans la bourgeoisie européenne cultivée. Laberthonnière fut interdit de publication et de prédication préventivement. Il est aujourd'hui difficile de comprendre, à la seule lecture de ces ouvrages, la raison de cette condamnation. Dix ans après sa mort, paraît son Esquisse d'une philosophie personnaliste.
Henri de Lubac, s.j., cardinal, ami de Pierre Teilhard de Chardin, prend sa défense dans un ouvrage intitulé La Pensée religieuse du Père Teilhard de Chardin (paru seulement en 1962). Il découvre dans l'œuvre théologique de cet autre compagnon une pensée pour l'action et fait justice de l'une des maîtresses accusations portée par la Curie romaine, celle de nier le péché originel découvrant, dans le fil de l'œuvre, un pessimisme surmonté au lieu de l'optimisme naturaliste qu'elle lui prêtait. Henri de Lubac montre dans son œuvre une pensée du mystère de l'Église qui en fait un précurseur du concile Vatican II où il fut expert.